# Гамба (уезд)
Гамба (тиб. གམ་པ་རྫོང, Вайли: gam pa rdzong, кит. упр. 岗巴县, пиньинь Gǎngbā xiàn) — уезд городского округа Шигадзе, Тибетского автономного района, в Китае.

## География
В уезде преобладает Гималайский горный пейзаж. Средняя высота составляет 4 700 метров и более. Самая высокая точка 6 155 метров.

## Климат
Климат здесь умеренный, полузасушливый муссонный. Весна теплая, зима умеренная с сильными ветрами и снегом, летом климат мягкий, в осенние дни часто встречается сухой ветер, зима холодная и сухая. Среднегодовая температура составляет +1,5 ℃, в июле температура составляет +9,2 ℃, в январе −8 ℃. Теплое время года составляет 60 дней. Солнце в год светит 3 200 часов.

## История
Уезд был выделен в 1962 году из уезда Динггье, и вошёл в состав Специального района Гьянгдзе (江孜专区). В октябре 1964 года Специальный район Гьянгдзе был расформирован, и уезд Гамба был вновь присоединён к уезду Динггье, но в марте 1965 года был опять выделен в отдельный уезд - на этот раз уже в составе специального района Шигадзе (в 1970 году переименованного в Округ Шигадзе).

## Административное деление
Уезд делится на 1 посёлок и 4 волости:
- Посёлок Гамба (岗巴镇)
- Волость Лунгронг (隆中乡)
- Волость Курме (孔玛乡)
- Волость Чиг (直克乡)
- Волость Чанглунг (昌龙乡)